# Nagroda Brama Stokera w 1994

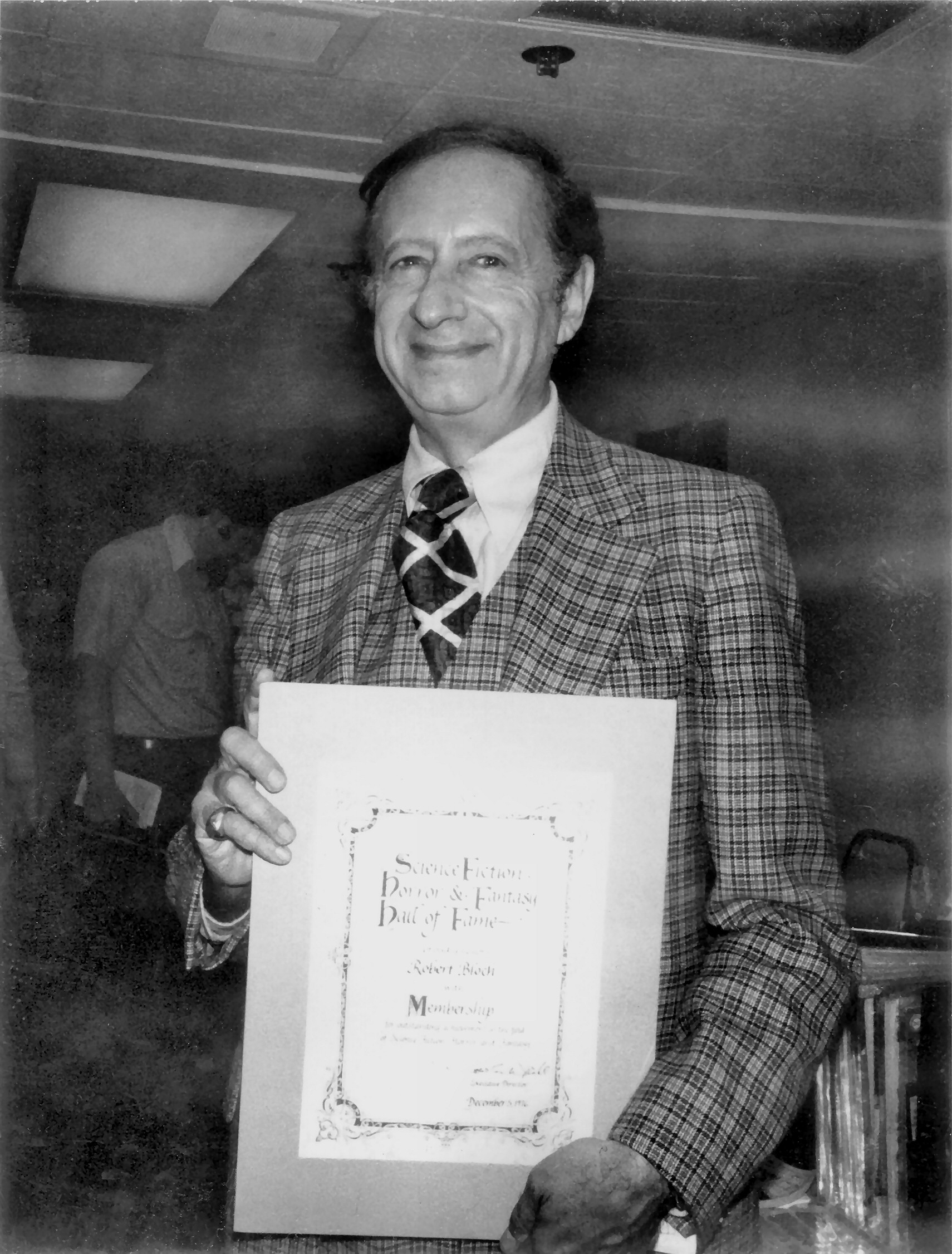
Robert Bloch - zwycięzca w kategorii Długie opowiadanie i Zbiór opowiadań

Zwycięzcy i nominowani do Nagrody Brama Stokera za rok 1994.

## Legenda
| zwycięzca |
| nominacja |

## Powieść (Novel)
| Imię i nazwisko  | Tytuł oryginalny         | Tytuł polski      |
| ---------------- | ------------------------ | ----------------- |
| Nancy Holder     | Dead in the Water        |                   |
| Caleb Carr       | The Alienist             | Alienista         |
| Jonathan Carroll | From the Teeth of Angels | Na pastwę aniołów |
| Stephen King     | Insomnia                 | Bezsenność        |
| Patrick McCabe   | The Butcher Boy          | Chłopak rzeźnika  |

## Debiut powieściowy (First Novel)
| Imię i nazwisko   | Tytuł oryginalny | Tytuł polski |
| ----------------- | ---------------- | ------------ |
| Michael A. Arnzen | Grave Markings   |              |
| Jay Bonansinga    | The Black Mariah |              |
| Robert Devereaux  | Deadweight       |              |
| Nancy Kilpatrick  | Near Death       |              |

## Długie opowiadanie (Long Fiction)
| Imię i nazwisko  | Tytuł oryginalny          | Tytuł polski |
| ---------------- | ------------------------- | ------------ |
| Robert Bloch     | The Scent of Vinegar      |              |
| Charles L. Grant | Sometimes in the Rain     |              |
| Brian Hodge      | The Alchemy of the Throat |              |
| Joe R. Lansdale  | Bubba Ho-Tep              |              |
| William Trotter  | The Siren of Swan Quarter |              |

## Krótkie opowiadanie (Short Fiction)
| Imię i nazwisko | Tytuł oryginalny                | Tytuł polski |
| --------------- | ------------------------------- | ------------ |
| Nancy Holder    | Cafe Endless: Spring Rain       |              |
| Jack Ketchum    | The Box                         |              |
| Edward Lee      | Mr. Torso                       |              |
| Lucy Taylor     | Things of Which We Do Not Speak |              |

## Zbiór opowiadań (Fiction Collection)
| Imię i nazwisko | Tytuł oryginalny          | Tytuł polski |
| --------------- | ------------------------- | ------------ |
| Robert Bloch    | The Early Fears           |              |
| Joe R. Lansdale | Writer of the Purple Rage |              |
| Lucy Taylor     | The Flesh Artist          |              |
| Andrew Vachss   | Born Bad                  |              |

## Nagroda za całokształt twórczości (Lifetime Achievement)
- Christopher Lee